# Seyrisvaara
Seyrisvaara är en kulle i Finland.   Den ligger i den ekonomiska regionen  Fjäll-Lappland  och landskapet Lappland, i den norra delen av landet, 900 km norr om huvudstaden Helsingfors. Toppen på Seyrisvaara är 433 meter över havet.
Terrängen runt Seyrisvaara är huvudsakligen platt, men åt sydost är den kuperad.  Trakten runt Seyrisvaara är nära nog obefolkad, med mindre än två invånare per kvadratkilometer. Omgivningarna runt Seyrisvaara är i huvudsak ett öppet busklandskap.